# Antideutone
L'antideutone è un nucleo di antimateria formato da un antiprotone e un antineutrone ed ha massa (mD) pari a 1,8778707 GeV/c2.

## Scoperta
L'antideutone fu osservato per la prima volta nel 1965. L'osservazione venne fatta contemporaneamente da due gruppi di scienziati. Il primo gruppo, guidato da Antonino Zichichi, usando l'acceleratore Proton Synchrotron al CERN, il secondo gruppo, guidato da Leon Lederman, usando l'acceleratore Alternating Gradient Synchrotron (AGS) al Brookhaven National Laboratory. Il gruppo del CERN ha osservato l'antideutone facendo incidere il fascio di protoni del Proton Synchrotron contro un bersaglio di berillio.

## Ricerca nei raggi cosmici
La misura della quantità di antimateria nei raggi cosmici è particolarmente interessante perché potrebbe fornire indicazioni su nuovi fenomeni fisici e sulla materia oscura. Alcuni esperimenti, fra cui l'Alpha Magnetic Spectrometer, cercano eccessi di antimateria nello spazio, cioè misurano la piccola frazione di antimateria presente nei raggi cosmici. Un eccesso di antimateria potrebbe infatti essere dovuto all'annichilazione fra particelle di materia oscura. Principalmente, per cercare gli antideutoni, si cercano antiprotoni nei raggi cosmici. Rappresentano il "fondo" per la ricerca degli antideutoni.
Possono esistere più processi di produzione per gli antideutoni. Il processo dominante, in assenza di produzione da materia oscura, è:
{\displaystyle p+N\rightarrow {\bar {D}}+X}
dove p è un protone facente parte dei raggi cosmici, N è un nucleone del mezzo interstellare e {\displaystyle {\bar {D}}} è un antideutone. Un altro tipo di produzione possibile è:
{\displaystyle p+{\bar {p}}\rightarrow {\bar {D}}+X}
dove {\displaystyle p} è un protone dei raggi cosmici, {\displaystyle {\bar {p}}} un antiprotone del mezzo interstellare e {\displaystyle {\bar {D}}} è l'antideutone. Processi meno rilevanti possono essere:
{\displaystyle {\bar {p}}+{}^{4}He\rightarrow {\bar {D}}+X}
in cui {\displaystyle {\bar {p}}} è un antiprotone dei raggi cosmici che urta contro un atomo di elio del mezzo interstellare. Similmente, questi processi possono produrre anche antiparticelle più pesanti, come ad esempio l'antielio. Inoltre, una volta prodotti, gli antinuclei cosmici possono essere accelerati dalle onde di shock delle supernove, così come vengono accelerati i raggi cosmici.
In queste reazioni otteniamo l'antideutone solo se il protone ha una quantità di moto maggiore di 17 GeV/c rispetto alla particella del mezzo interstellare, in un sistema di riferimento in cui è ferma.
Anche in un caso in cui due nucleoni o antinucleoni abbiano un'energia cinetica minore all'energia del loro legame, possono generare deutoni o antideutoni. Questo si può esprimere con la relazione:
{\displaystyle E_{k,1}+E_{k,2}<2.224{\text{ MeV}}}
dove {\displaystyle E_{k,i}} è l'energia cinetica dei due nucleoni e 2.224 MeV è l'energia di legame del deuterio.

## Presenza nei raggi cosmici
Seppur non si sia mai rilevata la presenza di antideutoni nei raggi cosmici, a livello teorico si suppone che ve ne possa essere una componente, seppur piccola. Questa potrebbe derivare dalle interazioni dei raggi cosmici con le particelle del mezzo interstellare o dalle interazioni interne della materia oscura.